# François Milhet
Pour les articles homonymes, voir Milhet.
François Milhet, né le 9 avril 1881 à Carcassonne et mort le 16 octobre 1949 dans la même ville, est un homme politique français. 

## Biographie
Instituteur, ancien combattant de la Première Guerre mondiale au cours de laquelle il perd son bras gauche, François Milhet est élu président de l'Association des Mutilés de l'Aude. Conseiller municipal de Carcassonne, il est élu député de la première circonscription de l'Aude le 16 novembre 1919 sous l'étiquette Fédération Union Économique Agricole Démocratique et Sociale de l'Aude. Il est réélu le 11 mai 1924 sous l'étiquette rad-soc. À la Chambre des députés, il se fait connaître comme un défenseur ferme de la Société des Nations, de la laïcité de l'État et de l'école et comme un adversaire acharné des communistes. Il décide de ne pas se représenter en 1928.

### Décorations
- Médaille militaire
- Croix de guerre 1914–1918

## Sources
- « François Milhet », dans le Dictionnaire des parlementaires français (1889-1940), sous la direction de Jean Jolly, PUF, 1960 [détail de l’édition]